# Церковь Святителя Николая Чудотворца (Сабирабад)
Церковь Святителя Николая Чудотворца (азерб. Müqəddəs Möcüzəyaradan Nikolay kilsəsi) — русская православная церковь, расположенная в бывшем поселке Петропавловка (ныне город Сабирабад), созданном на территории исторического Галагайын.
В 80-х годах XIX в. в Муганской степи стали появляться первые русские переселенцы. Поначалу они арендовали участки казенных земель для земледелия, а когда количество переселенцев стало увеличиваться, они обратились к правительству утвердить за ними эти земли. Так постепенно стали появляться первые русские селения и поселки на Мугани. Поддерживая переселенцев материально, правительство заботилось и о их духовных нуждах. Появилась необходимость строительства православных храмов.
Одним из первых русских селений на Мугани было селение Петропавловка Джеватскаго уезда, расположеное при слиянии Куры и Аракса. Раннее на этом месте находился город Джавад, бывший центром Джавадского ханства, образовавшегося в 1747 г., но уже в 1768 г. попавшего в вассальную зависимость от Кубинского ханства. В 1778 г. город захватил и разграбил гилянский хан Хидаят, выступивший против кубинского правителя Фатали-хана. Часть плененных жителей была уведена в Рашт и Энзели для выполнения сельскохозяйственных работ. Джавад был разрушен и уже не вернулся к своему прежнему положению и значению. В 1805 г. территория Джавадского ханства была присоединена к Российской империи.
В 1868 г. были сделаны попытки восстановления города. В этом году здесь начало действовать уездное правление, было отведено место под постройку казённых помещений и начались работы. Чтобы скорее оживить Джеват и привлечь православный люд, было решено выстроить в Джевате православную церковь, для чего Бакинский военный губернатор генерал-лейтенант Колюбакин Н. Н. 4 декабря 1870 г. испросил у Архиепископа Евсевия, Экзарха Грузии, разрешение на строительство храма. Заручившись согласием Экзарха, а также Наместника на Кавказе, Великого Князя Михаила Николаевича, было начато строительство. 26 февраля 1871 г. состоялась закладка храма в честь святых апостолов Петра и Павла.
На постройку церкви было отпущено из казны по смете архитектора Чижова 11587 рублей. Автором проекта церкви был губернский инженер А. И. Бардин, под его же надзором производилось строительство.
В 80-х годах XIX в. в Муганской степи стали появляться первые русские переселенцы. Поначалу они арендовали участки казенных земель для земледелия, а когда количество переселенцев стало увеличиваться, они обратились к правительству утвердить за ними эти земли. Так постепенно стали появляться первые русские селения и поселки на Мугани. Поддерживая переселенцев материально, правительство заботилось и о их духовных нуждах. Появилась необходимость строительства православных храмов.
Одним из первых русских селений на Мугани было селение Петропавловка Джеватскаго уезда, расположеное при слиянии Куры и Аракса. Раннее на этом месте находился город Джавад, бывший центром Джавадского ханства, образовавшегося в 1747 г., но уже в 1768 г. попавшего в вассальную зависимость от Кубинского ханства. В 1778 г. город захватил и разграбил гилянский хан Хидаят, выступивший против кубинского правителя Фатали-хана. Часть плененных жителей была уведена в Рашт и Энзели для выполнения сельскохозяйственных работ. Джавад был разрушен и уже не вернулся к своему прежнему положению и значению. В 1805 г. территория Джавадского ханства была присоединена к Российской империи.
В 1868 г. были сделаны попытки восстановления города. В этом году здесь начало действовать уездное правление, было отведено место под постройку казённых помещений и начались работы. Чтобы скорее оживить Джеват и привлечь православный люд, было решено выстроить в Джевате православную церковь, для чего Бакинский военный губернатор генерал-лейтенант Колюбакин Н. Н. 4 декабря 1870 г. испросил у Архиепископа Евсевия, Экзарха Грузии, разрешение на строительство храма. Заручившись согласием Экзарха, а также Наместника на Кавказе, Великого Князя Михаила Николаевича, было начато строительство. 26 февраля 1871 г. состоялась закладка храма в честь святых апостолов Петра и Павла.
На постройку церкви было отпущено из казны по смете архитектора Чижова 11587 рублей. Автором проекта церкви был губернский инженер А. И. Бардин, под его же надзором производилось строительство.
Церковь строилась вместе с колокольней в русско-византийском стиле в форме корабля, на каменном фундаменте, длиной 9 саженей 2 аршина (около 21 м.) и шириной в четыре сажени (8,5 м.). Стены храма были сложены из жжёного кирпича высотой в две сажени и три четверти аршина высотой (около 5 м.). В церкви имелось 4 двери и 10 окон. Здание было крыто железной кровлей, восьмиугольный купол был выполнен из дерева, луковица и глава так же деревянные, покрыты жестью. Колокольня непосредственно примыкала к церкви, высотою в 9 саженей (около 19 м.) была крыта железной кровлей с деревянной, покрытой жестью главой. Кресты были деревянные, которые в 1904 г. были заменены на ажурные железные. На колокольне к 1905 г. имелось 5 колоколов, наибольший из которых имел вес 30 пудов и 2 фунта (около 490 кг.)
Выстроенная в 1875 г. церковь долго оставалась не освященной. Уездное правление по многим административным соображениям было переведено в Сальяны, а православных в Джевате ещё не было. Только в 1887 г. в Джевате появились первые переселенцы, несколько семей, которые и стали просить об освящении храма. Здание к тому времени уже требовало некоторого ремонта и в храме все ещё не было иконостаса. Бакинским Губернским Правлением было выделено 671 рублей 64 копейки на нужды Джеватской церкви. На эти деньги был приобретен одноярусный деревянный иконостас с иконами московской живописной работы, устроен липовый престол, куплены три колокола и необходимые предметы для освящения церкви.
9 мая 1888 г. храм был освящен благочинным Бакинской губернии протоиереем Александром Юницким в честь святителя Николая Чудотворца. Дать храму новое имя пожелали сами переселенцы. Из-за малочисленности прихода в новоосвященный храм не был назначен постоянный священник.

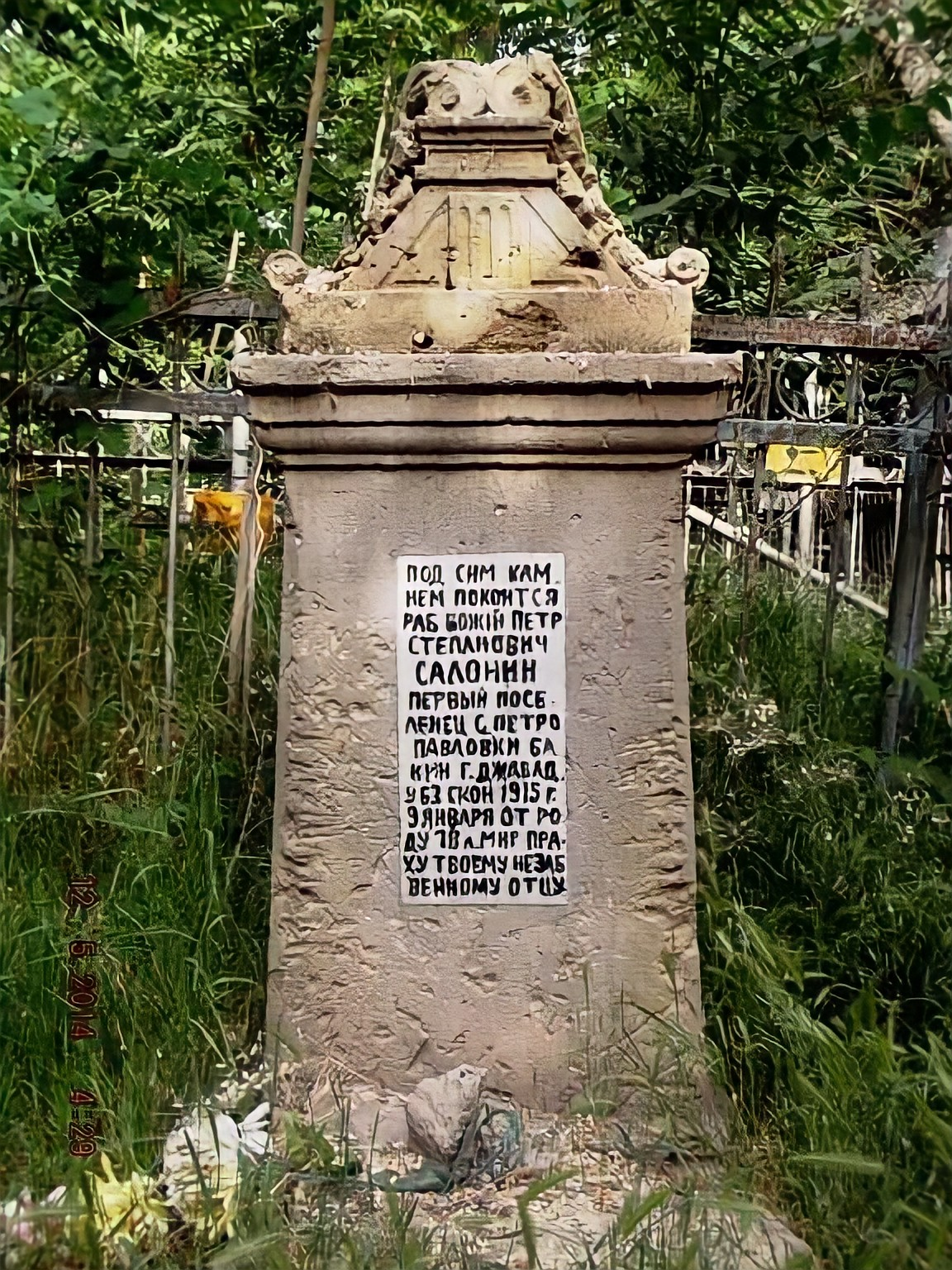
На русском языке: 9 января 1915 года под этим камнем в возрасте 78 лет был похоронен Петр Степанович Солонин, первый житель села Петропавловка Джавадского уезда Бакинской губернии (ныне город Сабирабад).

По распоряжению главноначальствующего гражданской частью на Кавказе А. М. Дондукова-Корсакова в 1887 г. был упразднён уездный город Джеват. На его месте было разрешено поселиться новой партии переселенцев. С 1892 г. возникшее на месте Джевата русское село стало именоваться Петропавловкой. Число прихожан храма святителя Николая Чудотворца росло и возникла потребность в организации самостоятельного прихода. В 1892 г. первым настоятелем церкви стал священник Иоанн Мейпарианов. Также был назначен и псаломщик. Жалование из казны составляло 450 рублей священнику и 150 рублей псаломщику в год.
Священник Иоанн Мейпарианов прослужил в Петропавловке около года и скончался от тифа 22 января 1893 г., был погребен в церковной ограде. В том же году на приход был назначен священник Авраам Абазадзе, который выстроил при храме небольшое трехкомнатное здание из камыша, в одной из комнат была устроена церковно-приходская школа. Его приемник, священник Дмитрий Кириченко, назначенный в Петропавловку в 1901 г., ходатайствовал перед Бакинским губернаторов о строительстве причтового дома. Ходатайство было удовлетворено и в 1903 г. был выстроен трехкомнатный дом из сырцового кирпича. На средства жертвователя, статского советника Колосова Н. И. были приобретены для храма напрестольное Евангелие в серебряном позолоченном окладе и серебряные сосуды. С течением времени были приобретены все необходимые принадлежности ризницы, утварь и богослужебные книги. При церкви имелась небольшая библиотека с книгами богословского и исторического содержания.
Что происходило с храмом в советское время неизвестно, на данный момент его не существует.

## Священники и годы деятельности
- Иоанн Мейпарянов (1892—1893)
- Авраам Абазадзе (1893—1901)
- Дмитрий Кириченко (1901-?)